# Mensano
Mensano è una frazione del comune italiano di Casole d'Elsa, nella provincia di Siena, in Toscana.

## Storia
Il borgo di Mensano nasce nel periodo alto-medievale ed è ricordato per la prima volta in uno strumento del 972 dove si fa menzione di una chiesa intitolata a Santa Maria, perduta.
Con un atto del 15 ottobre 1227 è sancito il giuramento di fedeltà di Mensano al Comune di Siena nelle mani del podestà Inghiramo da Macerata. Nel corso del XIII secolo, Mensano passò prima in mano ai Fiorentini nella primavera del 1260 e poi di nuovo ai Senesi in seguito alla vittoria di Montaperti, che fecero costruire nel punto più alto di Mensano una roccaforte per aumentarne la difesa. Nel 1277 i mensanesi ottennero la cittadinanza senese. Nel 1310 è documentata a Mensano la residenza fissa di un vicario senese, che esercitava la propria giurisdizione nel territorio compreso tra le pendici meridionali della Montagnola Senese e Abbadia a Isola.
Nel 1502 fu redatto lo statuto di Mensano. Il 25 novembre 1554, con atto pubblico, i mensanesi si sottomisero al Ducato dei Medici.
Mensano contava 511 abitanti nel 1833.

## Monumenti e luoghi d'interesse

### Architetture religiose
- Pieve di San Giovanni Battista, chiesa parrocchiale della frazione, si tratta di un antico luogo di culto del Senese, attribuito all'architetto Bonamico, la cui prima testimonianza risale al 29 dicembre 1171, con la bolla di papa Alessandro III in cui si conferma la proprietà della «plebem de Menzano cum parochialbus ecclesiis» al vescovo di Volterra. Interessanti, all'interno, sono i quattordici capitelli in parte attribuiti al maestro Bonamico che presentano delle somiglianze con due sue opere poste nel camposanto di Pisa, e un fonte battesimale romanico in pietra.

- Oratorio di San Biagio, antica chiesa plebana, risalente al periodo alto-medievale e già compresa nel piviere di San Giovanni Battista, è stata poi ridotta ad oratorio e si presenta come un semplice edificio in pietra, con facciata a capanna.